# Onna no naka ni iru tanin
Onna no naka ni iru tanin (女の中にいる他人, lit. "estranho dentro da mulher") é um filme de drama japonês de 1966 dirigido por Mikio Naruse. Foi baseado no romance de 1951 do escritor Edward Atiyah, The Thin Line.

## Sinopse
Isao e Masako Toshiro são o que parece ser um casal de classe média feliz e com dois filhos. Um dia, Sayuri, esposa do amigo de Isao, Ryukichi Sugimoto, é encontrada estrangulada. Acontece que Sayuri teve um caso com outro homem. Isao, com a consciência pesada, confessa a Masako que foi ele o homem com quem Sayuri se relacionou e sendo o responsável pela sua morte. Para preservar a reputação e a vida da família, Masako implora ao marido que mantenha seu crime em segredo. Isao também confessa a Ryukichi, que lhe dá um tapa, mas se abstém de denunciá-lo as autoridades. Quando Isao finalmente diz que se entregará à polícia, o que ele vê como a única maneira de encontrar paz interior e manter sua honra pessoal, Masako o envenena com um sonífero. Sua morte é classificada como suicídio. Algum tempo depois, enquanto caminha na praia com seus filhos, Masako se pergunta como conseguirá conviver com o segredo de ter matado o marido.

## Elenco
- Keiju Kobayashi como Isao Tashiro
- Michiyo Aratama como Masako Tashiro
- Mitsuko Kusabue como Yumiko Kato
- Tatsuya Mihashi como Ryukichi Sugimoto
- Akiko Wakabayashi como Sayuri Sugimoto
- Daisuke Katō como dono do bar
- Toshio Kurosawa como barman
- Chieko Nakakita como Chiyoko

## Lançamento e legado
Onna no naka ni iru tanin foi produzido e distribuído pela Toho, além de ter recebido um lançamento teatral em 25 de janeiro de 1966. O filme foi lançado com legendas em inglês nos Estados Unidos pela Toho International em julho de 1967.
O romance de Edward Atiyah foi novamente adaptado para o cinema pelo diretor francês Claude Chabrol com o filme Just Before Nightfall (1971). Onna no naka ni iru tanin também foi refeito duas vezes para a televisão japonesa em 1981 (novamente com roteiro de Toshirō Ide) e 2017.

## Prêmios
- Mainichi Film Concour de Melhor Ator Coadjuvante para Tatsuya Mihashi[5]